# Lama Rabi Rabi
Lama Rabi Rabi es el tercer álbum de estudio de la banda japonesa Ghost. Fue lanzado el 10 de diciembre de 1996 por Drag City.

## Lista de canciones
1. "Masttillah" - 8:03
2. "RabiRabi" - 7:32
3. "Into the Alley" - 4:37
4. "Marrakech" - 5:18
5. "Who Found a Lost Rose in the Warship?" - 3:11
6. "Mex Square Blue" - 4:14
7. "My Hump is a Shell" - 1:44
8. "Bad Bone" - 4:17
9. "Abyssinia" - 3:36
10. "Agate Scape" - 10:49
11. "Summer's Ashen Fable" - 6:04

- Datos: Q6480749